# ATP Challenger Series 2001
L'ATP Challenger Series è il secondo livello di tornei per professionisti organizzata dall'ATP. Il circuito prevede tornei con un montepremi che può variare da 25.000 a 150.000 dollari.

## Calendario

### Gennaio
| Settimana  | Torneo | Vincitore                                | Finalista                        | Semifinalisti                     | Eliminati ai quarti                                            |
| ---------- | --- | ---------------------------------------- | -------------------------------- | --------------------------------- | -------------------------------------------------------------- |
| 1º gennaio | Prime Cup Aberto de São Paulo 2001 San Paolo, Brasile Cemento $100 000 Singolare - Doppio                     | Flávio Saretta 7–6(7), 6–2               | Guillermo Coria                  | Francisco Costa André Sá          | Ivan Vajda Ignacio Hirigoyen Alexandre Simoni Kristian Capalik |
| 1º gennaio | Prime Cup Aberto de São Paulo 2001 San Paolo, Brasile Cemento $100 000 Singolare - Doppio                     | Noam Okun André Sá 6–4, 1–6, 6–4         | Cédric Kauffmann Flávio Saretta  | Francisco Costa André Sá          | Ivan Vajda Ignacio Hirigoyen Alexandre Simoni Kristian Capalik |
| 22 gennaio | Intersport Heilbronn Open 2001 Heilbronn, Germania Cemento Indoor $100 000 Singolare - Doppio                 | Michaël Llodra 6–3, 6–4                  | Goran Ivanišević                 | Gilles Elseneer Nikolaj Davydenko | Marc-Kevin Goellner Antony Dupuis Christian Vinck Jan Vacek    |
| 22 gennaio | Intersport Heilbronn Open 2001 Heilbronn, Germania Cemento Indoor $100 000 Singolare - Doppio                 | Sander Groen Jack Waite 1–6, 6–3, 7–6(4) | Petr Luxa David Škoch            | Gilles Elseneer Nikolaj Davydenko | Marc-Kevin Goellner Antony Dupuis Christian Vinck Jan Vacek    |
| 22 gennaio | Hilton Waikoloa Village USTA Challenger 2001 Waikoloa, Hawaii, Stati Uniti Cemento $50 000 Singolare - Doppio | Andy Roddick 1–6, 6–3, 6–1               | James Blake                      | Paul Goldstein Mike Bryan         | Bob Bryan Vince Spadea Jeff Salzenstein Robert Kendrick        |
| 22 gennaio | Hilton Waikoloa Village USTA Challenger 2001 Waikoloa, Hawaii, Stati Uniti Cemento $50 000 Singolare - Doppio | Paul Goldstein Jim Thomas 3–6, 6–4, 6–3  | Mike Bryan Paradorn Srichaphan   | Paul Goldstein Mike Bryan         | Bob Bryan Vince Spadea Jeff Salzenstein Robert Kendrick        |
| 29 gennaio | Hamburg Challenger 2001 Amburgo, Germania Sintetico Indoor $50 000 Singolare - Doppio                         | Michaël Llodra 6–4, 6–3                  | Jan Vacek                        | Axel Pretzsch Jens Knippschild    | Clemens Trimmel Julian Knowle Michael Berrer Tuomas Ketola     |
| 29 gennaio | Hamburg Challenger 2001 Amburgo, Germania Sintetico Indoor $50 000 Singolare - Doppio                         | Julian Knowle Lorenzo Manta 6–3, 7–6(4)  | Karsten Braasch Jens Knippschild | Axel Pretzsch Jens Knippschild    | Clemens Trimmel Julian Knowle Michael Berrer Tuomas Ketola     |

### Febbraio
| Settimana   | Torneo                                                                                         | Vincitore                                          | Finalista                           | Semifinalisti                    | Eliminati ai quarti                                            |
| ----------- | ---------------------------------------------------------------------------------------------- | -------------------------------------------------- | ----------------------------------- | -------------------------------- | -------------------------------------------------------------- |
| 5 febbraio  | Challenger of Dallas 2001 Dallas, Texas, Stati Uniti Cemento Indoor $50 000 Singolare - Doppio | Dmitrij Tursunov 6–2, 6–4                          | Justin Bower                        | André Sá JA Viloca               | L Harper-Griffith Eric Taino Vince Spadea Mardy Fish           |
| 5 febbraio  | Challenger of Dallas 2001 Dallas, Texas, Stati Uniti Cemento Indoor $50 000 Singolare - Doppio | Gavin Sontag Jerry Turek 3–6, 7–5, 7–5             | Dušan Vemić Lovro Zovko             | André Sá JA Viloca               | L Harper-Griffith Eric Taino Vince Spadea Mardy Fish           |
| 5 febbraio  | KGHM Dialog Polish Indoors 2001 Breslavia, Polonia Cemento Indoor $125 000 Singolare - Doppio  | Axel Pretzsch 7–5, 7–6(1)                          | Antony Dupuis                       | Davide Sanguinetti Julian Knowle | Irakli Labadze Christian Vinck Kevin Kim Jiří Vaněk            |
| 5 febbraio  | KGHM Dialog Polish Indoors 2001 Breslavia, Polonia Cemento Indoor $125 000 Singolare - Doppio  | Wayne Black Jason Weir-Smith 6–3, 6–4              | Julian Knowle Michael Kohlmann      | Davide Sanguinetti Julian Knowle | Irakli Labadze Christian Vinck Kevin Kim Jiří Vaněk            |
| 12 febbraio | Lubeck Challenger 2001 Lubecca, Germania Sintetico Indoor $125 000 Singolare - Doppio          | Zbynek Mlynarik 7–6(6), 6(4)–7, 6–4                | Dick Norman                         | Ivajlo Trajkov Axel Pretzsch     | Jürgen Melzer Petr Luxa O Stanojčev Ivo Karlović               |
| 12 febbraio | Lubeck Challenger 2001 Lubecca, Germania Sintetico Indoor $125 000 Singolare - Doppio          | Julian Knowle Lorenzo Manta 6–3, 3–6, 7–6(2)       | Yves Allegro Michael Kohlmann       | Ivajlo Trajkov Axel Pretzsch     | Jürgen Melzer Petr Luxa O Stanojčev Ivo Karlović               |
| 12 febbraio | Mumbai Challenger 2001 Mumbai, India Cemento $125 000 Singolare - Doppio                       | Federico Luzzi 6(2)–7, 7–5, 7–6(4)                 | Stefano Galvani                     | Leander Paes V Santopadre        | Filippo Volandri D van Scheppingen Branislav Sekáč V Mazarakis |
| 12 febbraio | Mumbai Challenger 2001 Mumbai, India Cemento $125 000 Singolare - Doppio                       | František Čermák Ota Fukárek 7–6(4), 4–6, 7–5      | Mahesh Bhupathi Fazaluddin Syed     | Leander Paes V Santopadre        | Filippo Volandri D van Scheppingen Branislav Sekáč V Mazarakis |
| 19 febbraio | Andrezieux Challenger 2001 Andrézieux, Francia Cemento (indoor) $35 000+H Singolare - Doppio   | Nenad Zimonjić 7–6(5), 6–2                         | Jan Hernych                         | JF Andersen Olivier Rochus       | Răzvan Sabău Francisco Costa Nicolas Mahut J-R Lisnard         |
| 19 febbraio | Andrezieux Challenger 2001 Andrézieux, Francia Cemento (indoor) $35 000+H Singolare - Doppio   | Julien Benneteau Nicolas Mahut 6–3, 6–3            | Noam Behr Jonathan Erlich           | JF Andersen Olivier Rochus       | Răzvan Sabău Francisco Costa Nicolas Mahut J-R Lisnard         |
| 19 febbraio | Chandigarh Challenger 2001 Chandigarh, India Cemento $35 000+H Singolare - Doppio              | Dennis van Scheppingen 6–3, 7–5                    | Noam Okun                           | Leander Paes Andy Ram            | Ota Fukárek František Čermák Dmitri Mazur Martin Spottl        |
| 19 febbraio | Chandigarh Challenger 2001 Chandigarh, India Cemento $35 000+H Singolare - Doppio              | František Čermák Radek Štěpánek 6–4, 6–2           | Giorgio Galimberti Nir Welgreen     | Leander Paes Andy Ram            | Ota Fukárek František Čermák Dmitri Mazur Martin Spottl        |
| 19 febbraio | Ho Chi Minh Challenger 2001 Ho Chi Minh, Vietnam Cemento $50 000+H Singolare - Doppio          | Petr Kralert 6–2, 2–6, 6–4                         | Suwandi Suwandi                     | John van Lottum Todd Woodbridge  | Robin Vik Marcello Craca Albert Montañés Vadim Kucenko         |
| 19 febbraio | Ho Chi Minh Challenger 2001 Ho Chi Minh, Vietnam Cemento $50 000+H Singolare - Doppio          | Takao Suzuki Eric Taino 7–6(8), 2–6, 6–4           | Filippo Messori Vincenzo Santopadre | John van Lottum Todd Woodbridge  | Robin Vik Marcello Craca Albert Montañés Vadim Kucenko         |
| 19 febbraio | Hull Challenger 2001 Hull, Gran Bretagna Sintetico (indoor) $35 000+H Singolare - Doppio       | Michael Kohlmann 5–7, 7–6(3), 7–6(5)               | Kristian Pless                      | S Pescosolido Maxime Boye        | Timothy Aerts Mark Hilton D Bracciali Éric Prodon              |
| 19 febbraio | Hull Challenger 2001 Hull, Gran Bretagna Sintetico (indoor) $35 000+H Singolare - Doppio       | Michael Kohlmann Michaël Llodra 6–2, 6–3           | Barry Cowan Martin Lee              | S Pescosolido Maxime Boye        | Timothy Aerts Mark Hilton D Bracciali Éric Prodon              |
| 19 febbraio | Volkswagen Challenger 2001 Wolfsburg, Germania Sintetico Indoor $25 000 Singolare - Doppio     | Jarkko Nieminen 3–6, 6–2, 7–5                      | Andy Fahlke                         | Jürgen Melzer Andy Fahlke        | Ivo Karlović Franz Stauder Axel Pretzsch Kim Tiilikainen       |
| 19 febbraio | Volkswagen Challenger 2001 Wolfsburg, Germania Sintetico Indoor $25 000 Singolare - Doppio     | Robert Lindstedt Fredrik Loven 7–6(6), 6(8)–7, 6–4 | Jan Boruszewski Markus Menzler      | Jürgen Melzer Andy Fahlke        | Ivo Karlović Franz Stauder Axel Pretzsch Kim Tiilikainen       |
| 26 febbraio | Challenger DCNS de Cherbourg 2001 Cherbourg, Francia Cemento Indoor $50 000 Singolare - Doppio | Orlin Stanojčev 6–4, 3–6, 7–5                      | Clemens Trimmel                     | Ivo Heuberger F Niemeyer         | Irakli Labadze Jan Vacek T Guardiola J-F Bachelot              |
| 26 febbraio | Challenger DCNS de Cherbourg 2001 Cherbourg, Francia Cemento Indoor $50 000 Singolare - Doppio | Julian Knowle Lorenzo Manta 3–6, 6–4, 6–3          | Cédric Kauffmann Frédéric Niemeyer  | Ivo Heuberger F Niemeyer         | Irakli Labadze Jan Vacek T Guardiola J-F Bachelot              |
| 26 febbraio | Singapore Challenger 2001 Singapore, Singapore Cemento $25 000 Singolare - Doppio              | Ota Fukárek 7–6(5), 6–3                            | Federico Luzzi                      | Oleg Ogorodov Andrej Čerkasov    | John van Lottum Suwandi Suwandi V Santopadre Filippo Volandri  |
| 26 febbraio | Singapore Challenger 2001 Singapore, Singapore Cemento $25 000 Singolare - Doppio              | Tim Crichton Ashley Fisher 3–6, 6–3, 6–4           | Brandon Hawk Kyle Spencer           | Oleg Ogorodov Andrej Čerkasov    | John van Lottum Suwandi Suwandi V Santopadre Filippo Volandri  |

### Marzo
| Settimana | Torneo | Vincitore                                       | Finalista                         | Semifinalisti                    | Eliminati ai quarti                                             |
| --------- | --- | ----------------------------------------------- | --------------------------------- | -------------------------------- | --------------------------------------------------------------- |
| 5 marzo   | Shimadzu All Japan Indoor Tennis Championships 2001 Kyoto, Giappone Sintetico Indoor $25 000+H Singolare - Doppio | John van Lottum 6(3)–7, 6–4, 7–5                | Michael Kohlmann                  | Todd Woodbridge Gouichi Motomura | Christian Vinck Tuomas Ketola Michael Joyce Barry Cowan         |
| 5 marzo   | Shimadzu All Japan Indoor Tennis Championships 2001 Kyoto, Giappone Sintetico Indoor $25 000+H Singolare - Doppio | Noam Behr Noam Okun 6–3, 7–5                    | Kelly Gullett Brandon Hawk        | Todd Woodbridge Gouichi Motomura | Christian Vinck Tuomas Ketola Michael Joyce Barry Cowan         |
| 12 marzo  | Magdeburg Challenger 2001 Magdeburgo, Germania Sintetico Indoor $25 000+H Singolare - Doppio                      | Axel Pretzsch 6–4, 6–4                          | Clemens Trimmel                   | Jan Hernych Michaël Llodra       | Jens Knippschild Julian Knowle O Burrieza-Lopez Markus Hantschk |
| 12 marzo  | Magdeburg Challenger 2001 Magdeburgo, Germania Sintetico Indoor $25 000+H Singolare - Doppio                      | Frédéric Niemeyer Radek Štěpánek 7–6(2), 7–6(3) | Jonathan Erlich Lovro Zovko       | Jan Hernych Michaël Llodra       | Jens Knippschild Julian Knowle O Burrieza-Lopez Markus Hantschk |
| 12 marzo  | Perth Challenger 2001 Perth, Australia Cemento $25 000+H Singolare - Doppio                                       | Vasilīs Mazarakīs 6–2, 6–4                      | Jamie Delgado                     | Scott Barron Noam Okun           | Kalle Flygt Arvind Parmar Martin Lee Andy Ram                   |
| 12 marzo  | Perth Challenger 2001 Perth, Australia Cemento $25 000+H Singolare - Doppio                                       | Stephen Huss Lee Pearson 6–3, 4–6, 7–6(1)       | Jordan Kerr Grant Silcock         | Scott Barron Noam Okun           | Kalle Flygt Arvind Parmar Martin Lee Andy Ram                   |
| 12 marzo  | Challenger Salinas 2001 Salinas, Ecuador Cemento $25 000+H Singolare - Doppio                                     | David Nalbandian 6–4, 6–2                       | Ronald Agénor                     | I Hirigoyen Luis Horna           | Damian Furmanski Daniel Melo Hugo Armando L Tieleman            |
| 12 marzo  | Challenger Salinas 2001 Salinas, Ecuador Cemento $25 000+H Singolare - Doppio                                     | Luis Horna David Nalbandian 6–4, 0–6, 6–1       | Daniel Melo Flávio Saretta        | I Hirigoyen Luis Horna           | Damian Furmanski Daniel Melo Hugo Armando L Tieleman            |
| 19 marzo  | Espinho Challenger 2001 Espinho, Portogallo Terra rossa $25 000+H Singolare - Doppio                              | Félix Mantilla 7–6(5), 6–4                      | Tommy Robredo                     | Galo Blanco David Sánchez        | Markus Hipfl JF Andersen Germán Puentes José Acasuso            |
| 19 marzo  | Espinho Challenger 2001 Espinho, Portogallo Terra rossa $25 000+H Singolare - Doppio                              | Wim Neefs Djalmar Sistermans 6–3, 7–6(2)        | Germán Puentes Jairo Velasco, Jr. | Galo Blanco David Sánchez        | Markus Hipfl JF Andersen Germán Puentes José Acasuso            |
| 19 marzo  | Hamilton Challenger 2001 Hamilton, Nuova Zelanda Cemento $25 000+H Singolare - Doppio                             | Bjorn Rehnquist 3–6, 6–2, 6–0                   | Martin Lee                        | Arvind Parmar Michael Joyce      | Noam Okun Martin Spottl V Mazarakis Barry Cowan                 |
| 19 marzo  | Hamilton Challenger 2001 Hamilton, Nuova Zelanda Cemento $25 000+H Singolare - Doppio                             | Noam Behr Noam Okun 7–6(4), 6–4                 | Tuomas Ketola Filippo Messori     | Arvind Parmar Michael Joyce      | Noam Okun Martin Spottl V Mazarakis Barry Cowan                 |
| 26 marzo  | Open Barletta 2001 Barletta, Italia Terra Rossa $25 000+H Singolare - Doppio                                      | Félix Mantilla 6–3, 1–0 rit.                    | Markus Hipfl                      | Guillermo Cañas Andrea Gaudenzi  | Tomáš Zíb Tommy Robredo Renzo Furlan Albert Montañés            |
| 26 marzo  | Open Barletta 2001 Barletta, Italia Terra Rossa $25 000+H Singolare - Doppio                                      | Germán Puentes Jairo Velasco, Jr. 6–1, 1–0 rit. | Tomas Behrend Michail Južnyj      | Guillermo Cañas Andrea Gaudenzi  | Tomáš Zíb Tommy Robredo Renzo Furlan Albert Montañés            |

### Aprile
| Settimana | Torneo                                                                                          | Vincitore                                     | Finalista                     | Semifinalisti                    | Eliminati ai quarti                                  |
| --------- | ----------------------------------------------------------------------------------------------- | --------------------------------------------- | ----------------------------- | -------------------------------- | ---------------------------------------------------- |
| 2 aprile  | Calabasas Pro Tennis Championships 2001 Calabasas, USA Cemento $50 000 Singolare - Doppio       | André Sá 4–6, 6–2, 6–4                        | Michael Russell               | Ota Fukárek Ronald Agénor        | Christian Vinck Cecil Mamiit Kevin Kim Dick Norman   |
| 2 aprile  | Calabasas Pro Tennis Championships 2001 Calabasas, USA Cemento $50 000 Singolare - Doppio       | Ota Fukárek Ivo Heuberger 7–5, 3–6, 7–6(2)    | Paul Hanley Nathan Healey     | Ota Fukárek Ronald Agénor        | Christian Vinck Cecil Mamiit Kevin Kim Dick Norman   |
| 9 aprile  | San Luis Potosí Challenger 2001 San Luis Potosí, Messico Terra rossa $50 000 Singolare - Doppio | Martín Rodríguez 6(8)–7, 7–6(2), 7–6(8)       | Ota Fukárek                   | Leonardo Olguín David Nalbandian | José Acasuso Eric Taino Martin Lee D van Scheppingen |
| 9 aprile  | San Luis Potosí Challenger 2001 San Luis Potosí, Messico Terra rossa $50 000 Singolare - Doppio | Edgardo Massa Sergio Roitman 6–4, 5–7, 7–6(3) | Paul Hanley Nathan Healey     | Leonardo Olguín David Nalbandian | José Acasuso Eric Taino Martin Lee D van Scheppingen |
| 16 aprile | XL Bermuda Open 2001 Paget, Bermuda Terra verde $100 000 Singolare - Doppio                     | José Acasuso 7–6(4), 6–1                      | David Sánchez                 | Luis Horna Michael Russell       | Cecil Mamiit George Bastl Edwin Kempes Ota Fukárek   |
| 16 aprile | XL Bermuda Open 2001 Paget, Bermuda Terra verde $100 000 Singolare - Doppio                     | Paul Goldstein Andy Roddick 4–6, 6–3, 6–4     | Thomas Shimada Grant Stafford | Luis Horna Michael Russell       | Cecil Mamiit George Bastl Edwin Kempes Ota Fukárek   |

### Maggio
| Settimana | Torneo                                                                                      | Vincitore                                       | Finalista                           | Semifinalisti                   | Eliminati ai quarti                                               |
| --------- | ------------------------------------------------------------------------------------------- | ----------------------------------------------- | ----------------------------------- | ------------------------------- | ----------------------------------------------------------------- |
| 7 maggio  | Birmingham Challenger 2001 Birmingham, USA Terra verde $50 000+H Singolare - Doppio         | Irakli Labadze 6–2, 6–3                         | James Blake                         | Michael Russell Nicolas Thomann | Ronald Agénor Vince Spadea Hugo Armando Dick Norman               |
| 7 maggio  | Birmingham Challenger 2001 Birmingham, USA Terra verde $50 000+H Singolare - Doppio         | James Blake Mark Merklein 7–5, 6–1              | Ramón Delgado Ignacio Hirigoyen     | Michael Russell Nicolas Thomann | Ronald Agénor Vince Spadea Hugo Armando Dick Norman               |
| 7 maggio  | Fergana Challenger 2001 Fergana, Uzbekistan Cemento $35 000+H Singolare - Doppio            | Ivo Heuberger 4–6, 7–5, 6–2                     | Fredrik Jonsson                     | Simon Larose Justin Gimelstob   | Artem Derepasko Rik De Voest Danai Udomchoke Aisam-ul-Haq Qureshi |
| 7 maggio  | Fergana Challenger 2001 Fergana, Uzbekistan Cemento $35 000+H Singolare - Doppio            | Rik De Voest Igor' Kunicyn 6–1, 6(4)–7, 6–3     | Simon Larose Michael Tebbutt        | Simon Larose Justin Gimelstob   | Artem Derepasko Rik De Voest Danai Udomchoke Aisam-ul-Haq Qureshi |
| 7 maggio  | Jerusalem Challenger 2001 Gerusalemme, Israele Cemento $35 000+H Singolare - Doppio         | Noam Okun 6–4, 6–1                              | Michaël Llodra                      | Amir Hadad Noam Behr            | Bjorn Rehnquist Lior Mor Cédric Kauffmann Glenn Weiner            |
| 7 maggio  | Jerusalem Challenger 2001 Gerusalemme, Israele Cemento $35 000+H Singolare - Doppio         | Jonathan Erlich Michaël Llodra 7–5, 4–6, 7–6(2) | Noam Behr Noam Okun                 | Amir Hadad Noam Behr            | Bjorn Rehnquist Lior Mor Cédric Kauffmann Glenn Weiner            |
| 14 maggio | Antwerp Challenger 2001 Anversa, Belgio Terra rossa $35 000+H Singolare - Doppio            | Dick Norman 5–3 rit.                            | Peter Wessels                       | Edwin Kempes Gastón Etlis       | Olivier Mutis N Davydenko Oliver Marach M-K Goellner              |
| 14 maggio | Antwerp Challenger 2001 Anversa, Belgio Terra rossa $35 000+H Singolare - Doppio            | Juan Giner Jerry Turek 6(4)–7, 7–6(2), 6–3      | Edwin Kempes Dennis van Scheppingen | Edwin Kempes Gastón Etlis       | Olivier Mutis N Davydenko Oliver Marach M-K Goellner              |
| 14 maggio | Edinburgh Challenger 2001 Edimburgo, Gran Bretagna Terra verde $50 000+H Singolare - Doppio | Kristian Pless 6–3, 6–3                         | Gorka Fraile                        | Tomas Behrend Michael Russell   | S de Chaunac Marcos Ondruska Elia Grossi Olivier Patience         |
| 14 maggio | Edinburgh Challenger 2001 Edimburgo, Gran Bretagna Terra verde $50 000+H Singolare - Doppio | Filippo Messori Salvador Navarro 6–2, 7–6(4)    | Justin Bower Damien Roberts         | Tomas Behrend Michael Russell   | S de Chaunac Marcos Ondruska Elia Grossi Olivier Patience         |
| 14 maggio | Prague Open 2001 Praga, Repubblica Ceca Terra rossa $75 000 Singolare - Doppio              | Sláva Doseděl 6–2, 4–6, 6–1                     | Jan Hernych                         | Michal Tabara André Sá          | Ota Fukárek Martin Damm C Kordasz Jimy Szymanski                  |
| 14 maggio | Prague Open 2001 Praga, Repubblica Ceca Terra rossa $75 000 Singolare - Doppio              | Jaroslav Levinský Michal Navrátil 6–3, 6–1      | Noam Behr Andy Ram                  | Michal Tabara André Sá          | Ota Fukárek Martin Damm C Kordasz Jimy Szymanski                  |
| 14 maggio | Rocky Mount Challenger 2001 Rocky Mount, USA Terra verde $50 000+H Singolare - Doppio       | Jan Vacek 7–6(0), 7–5                           | Ramón Delgado                       | Oliver Gross Yong-Il Yoon       | Hyung-Taik Lee Petr Kralert David Wheaton Ronald Agénor           |
| 14 maggio | Rocky Mount Challenger 2001 Rocky Mount, USA Terra verde $50 000+H Singolare - Doppio       | Mark Merklein Mitch Sprengelmeyer 7–5, 7–6(8)   | Paul Kilderry Peter Tramacchi       | Oliver Gross Yong-Il Yoon       | Hyung-Taik Lee Petr Kralert David Wheaton Ronald Agénor           |
| 14 maggio | Zagreb Open 2001 Zagabria, Croazia Terra rossa $50 000+H Singolare - Doppio                 | Jacobo Diaz-Ruiz 7–6(5), 3–6, 6–2               | Albert Montañés                     | David Nalbandian F González     | O Serrano-Gamez Luis Horna Ivan Vajda Julián Alonso               |
| 14 maggio | Zagreb Open 2001 Zagabria, Croazia Terra rossa $50 000+H Singolare - Doppio                 | Enzo Artoni Andrés Schneiter 6(5)–7, 6–4, 6–4   | Aleksandar Kitinov Alexandre Simoni | David Nalbandian F González     | O Serrano-Gamez Luis Horna Ivan Vajda Julián Alonso               |
| 21 maggio | Budapest Challenger 2001 Budapest, Ungheria Terra rossa $35 000+H Singolare - Doppio        | Giorgio Galimberti 6–4, 5–7, 6–1                | Jarkko Nieminen                     | Andy Fahlke Ivan Vajda          | Alessio Di Mauro Marc López Victor Hănescu Sergio Roitman         |
| 21 maggio | Budapest Challenger 2001 Budapest, Ungheria Terra rossa $35 000+H Singolare - Doppio        | Daniel Melo Sergio Roitman 6–2, 6–4             | Jordan Kerr Damien Roberts          | Andy Fahlke Ivan Vajda          | Alessio Di Mauro Marc López Victor Hănescu Sergio Roitman         |
| 28 maggio | Bucarest Challenger 2001 Bucarest, Romania Terra rossa $35 000+H Singolare - Doppio         | Irakli Labadze 6–4, 6–2                         | Emilio Benfele Álvarez              | Filippo Volandri Ronald Agénor  | O Stanojčev Tomáš Zíb O Serrano-Gamez Attila Sávolt               |
| 28 maggio | Bucarest Challenger 2001 Bucarest, Romania Terra rossa $35 000+H Singolare - Doppio         | Mark Merklein Paul Rosner 6–4, 6–4              | Ionuț Moldovan Jurij Ščukin         | Filippo Volandri Ronald Agénor  | O Stanojčev Tomáš Zíb O Serrano-Gamez Attila Sávolt               |
| 28 maggio | Aberto Da Costa Do Sauipe 2001 Salvador, Brasile Cemento $35 000+H Singolare - Doppio       | André Sá 6–3, 6–2                               | Alexandre Simoni                    | Ivo Heuberger Flávio Saretta    | José de Armas Diego Veronelli Ramón Delgado Robert Kendrick       |
| 28 maggio | Aberto Da Costa Do Sauipe 2001 Salvador, Brasile Cemento $35 000+H Singolare - Doppio       | Adriano Ferreira Daniel Melo 1–6, 6–3, 7–6(3)   | Alejandro Hernández Ivo Karlović    | Ivo Heuberger Flávio Saretta    | José de Armas Diego Veronelli Ramón Delgado Robert Kendrick       |

### Giugno
| Settimana | Torneo                                                                                         | Vincitore                                           | Finalista                         | Semifinalisti                   | Eliminati ai quarti                                             |
| --------- | ---------------------------------------------------------------------------------------------- | --------------------------------------------------- | --------------------------------- | ------------------------------- | --------------------------------------------------------------- |
| 4 giugno  | Schickedanz Open 2001 Furth, Germania Terra rossa €42 000+H Singolare - Doppio                 | Germán Puentes 6–4, 6–3                             | Kristian Pless                    | Gabriel Trifu Filippo Volandri  | Tapio Nurminen Christian Vinck S de Chaunac Björn Phau          |
| 4 giugno  | Schickedanz Open 2001 Furth, Germania Terra rossa €42 000+H Singolare - Doppio                 | Hugo Armando Andrej Stoljarov 6–0, 6–0              | Vadim Kucenko Oleg Ogorodov       | Gabriel Trifu Filippo Volandri  | Tapio Nurminen Christian Vinck S de Chaunac Björn Phau          |
| 4 giugno  | Unicredit Czech Open 2001 Prostějov, Repubblica Ceca Terra rossa €127 000+H Singolare - Doppio | Bohdan Ulihrach 6–4, 6(5)–7, 6–3                    | Jiří Novák                        | Dominik Hrbatý José Acasuso     | Mariano Hood Nicolas Thomann Michal Tabara Bohdan Ulihrach      |
| 4 giugno  | Unicredit Czech Open 2001 Prostějov, Repubblica Ceca Terra rossa €127 000+H Singolare - Doppio | Andrea Gaudenzi Sander Groen 7–6(6), 6–4            | Devin Bowen Mariano Hood          | Dominik Hrbatý José Acasuso     | Mariano Hood Nicolas Thomann Michal Tabara Bohdan Ulihrach      |
| 4 giugno  | Surbiton Trophy 2001 Surbiton, Gran Bretagna Erba €30 000+H Singolare - Doppio                 | Taylor Dent 4–6, 7–6(3), 6–2                        | Neville Godwin                    | Gianluca Pozzi Byron Black      | Sargis Sargsian Mardy Fish Justin Bower Arvind Parmar           |
| 4 giugno  | Surbiton Trophy 2001 Surbiton, Gran Bretagna Erba €30 000+H Singolare - Doppio                 | David Adams Ben Ellwood 7–6(5), 6–4                 | Jeff Coetzee Marcos Ondruska      | Gianluca Pozzi Byron Black      | Sargis Sargsian Mardy Fish Justin Bower Arvind Parmar           |
| 4 giugno  | Tallahassee Tennis Challenger 2001 Tallahassee, Stati Uniti Cemento $50 000 Singolare - Doppio | Ramón Delgado 7–5, 6–3                              | Justin Gimelstob                  | Hermes Gamonal Yaoki Ishii      | Cédric Kauffmann Glenn Weiner Michael Joyce Matthew Breen       |
| 4 giugno  | Tallahassee Tennis Challenger 2001 Tallahassee, Stati Uniti Cemento $50 000 Singolare - Doppio | Matthew Breen Lee Pearson 6–4, 6–2                  | Brandon Hawk Robert Kendrick      | Hermes Gamonal Yaoki Ishii      | Cédric Kauffmann Glenn Weiner Michael Joyce Matthew Breen       |
| 11 giugno | Canella Challenger 2001 Biella, Italia Terra rossa $50 000 Singolare - Doppio                  | Adrian Voinea 3–6, 6–3, 6–4                         | Christophe Rochus                 | Mariano Zabaleta Renzo Furlan   | Solon Peppas Guillermo Cañas David Sánchez José Acasuso         |
| 11 giugno | Canella Challenger 2001 Biella, Italia Terra rossa $50 000 Singolare - Doppio                  | Enzo Artoni Andrés Schneiter 7–6(5), 4–6, 6–1       | Massimo Bertolini Cristian Brandi | Mariano Zabaleta Renzo Furlan   | Solon Peppas Guillermo Cañas David Sánchez José Acasuso         |
| 11 giugno | Weiden Challenger 2001 Weiden, Germania Terra rossa $35 000+H Singolare - Doppio               | Jiří Vaněk 7–5, 6–2                                 | Hugo Armando                      | S de Chaunac Richard Fromberg   | Julián Alonso Ronald Agénor Jan Vacek Dušan Vemić               |
| 11 giugno | Weiden Challenger 2001 Weiden, Germania Terra rossa $35 000+H Singolare - Doppio               | Julián Alonso Hugo Armando walkover                 | Petr Kovačka Pavel Kudrnáč        | S de Chaunac Richard Fromberg   | Julián Alonso Ronald Agénor Jan Vacek Dušan Vemić               |
| 18 giugno | Nord LB Open 2001 Braunschweig, Germania Terra rossa €106 000+H Singolare - Doppio             | Andrea Gaudenzi 3–6, 7–6(5), 6–4                    | Younes El Aynaoui                 | Jacobo Diaz-Ruiz Martin Verkerk | Franco Squillari José Acasuso N Davydenko David Sánchez         |
| 18 giugno | Nord LB Open 2001 Braunschweig, Germania Terra rossa €106 000+H Singolare - Doppio             | Karsten Braasch Jens Knippschild 6–1, 6–1           | Feliciano López Francisco Roig    | Jacobo Diaz-Ruiz Martin Verkerk | Franco Squillari José Acasuso N Davydenko David Sánchez         |
| 18 giugno | Challenger Lugano 2001 Lugano, Svizzera Terra rossa €85 000+H Singolare - Doppio               | Jiří Vaněk 6–2, 6–3                                 | Juan Antonio Marín                | Jurij Ščukin Renzo Furlan       | Julien Varlet Jarkko Nieminen Petr Kralert Marc López           |
| 18 giugno | Challenger Lugano 2001 Lugano, Svizzera Terra rossa €85 000+H Singolare - Doppio               | Steven Randjelovic Attila Sávolt 6–2, 7–6(4)        | Bobbie Altelaar Shaun Rudman      | Jurij Ščukin Renzo Furlan       | Julien Varlet Jarkko Nieminen Petr Kralert Marc López           |
| 25 giugno | Andorra Challenger 2001 Andorra, Andorra Cemento $35 000+H Singolare - Doppio                  | Noam Okun 6–2, 6–4                                  | Christian Vinck                   | J-F Bachelot Tuomas Ketola      | Alexandre Simoni Dejan Petrović I Hirigoyen Ignacio Truyol      |
| 25 giugno | Andorra Challenger 2001 Andorra, Andorra Cemento $35 000+H Singolare - Doppio                  | Denis Golovanov Tuomas Ketola 6–3, 6–4              | Julián Alonso Jairo Velasco, Jr.  | J-F Bachelot Tuomas Ketola      | Alexandre Simoni Dejan Petrović I Hirigoyen Ignacio Truyol      |
| 25 giugno | Eisenach Challenger 2001 Eisenach, Germania Terra rossa €106 000+H Singolare - Doppio          | Oliver Gross 5–7, 6–2, 6–1                          | Martin Verkerk                    | David Nalbandian Tomas Behrend  | J Herm-Zahlava M Vassallo Argüello Fernando González Björn Phau |
| 25 giugno | Eisenach Challenger 2001 Eisenach, Germania Terra rossa €106 000+H Singolare - Doppio          | Yves Allegro Gabriel Trifu 7–6(8), 6–4              | Tomas Behrend Franz Stauder       | David Nalbandian Tomas Behrend  | J Herm-Zahlava M Vassallo Argüello Fernando González Björn Phau |
| 25 giugno | Memorial Argo Manfredini 2001 Sassuolo, Italia Terra rossa €30 000+H Singolare - Doppio        | Attila Sávolt 6–4, 7–5                              | Giorgio Galimberti                | Federico Luzzi Gorka Fraile     | Albert Montañés Stefano Galvani Filippo Volandri M Charpentier  |
| 25 giugno | Memorial Argo Manfredini 2001 Sassuolo, Italia Terra rossa €30 000+H Singolare - Doppio        | Didac Pérez Minarro Gabriel Trujillo Soler 6–3, 6–2 | Manuel Jorquera Tomas Tenconi     | Federico Luzzi Gorka Fraile     | Albert Montañés Stefano Galvani Filippo Volandri M Charpentier  |

### Luglio
| Settimana | Torneo                                                                                                   | Vincitore                                                 | Finalista                           | Semifinalisti                       | Eliminati ai quarti                                             |
| --------- | --- | --------------------------------------------------------- | ----------------------------------- | ----------------------------------- | --------------------------------------------------------------- |
| 2 luglio  | Campos do Jordão Tennis Cup 2001 Campos do Jordão, Brasile Cemento $50 000+H Singolare - Doppio          | Ricardo Mello 7–6(6), 4–6, 7–6(5)                         | Alexandre Simoni                    | Júlio Silva André Sá                | Thiago Alves Artem Derepasko Daniel Melo Jean-François Bachelot |
| 2 luglio  | Campos do Jordão Tennis Cup 2001 Campos do Jordão, Brasile Cemento $50 000+H Singolare - Doppio          | Alejandro Hernández André Sá 6(6)–7, 7–6(5), 7–5          | Ricardo Mello Ricardo Schlachter    | Júlio Silva André Sá                | Thiago Alves Artem Derepasko Daniel Melo Jean-François Bachelot |
| 2 luglio  | Montauban Challenger 2001 Montauban, Francia Terra rossa €42 000+H Singolare - Doppio                    | Oliver Gross 6–0, 4–1 rit.                                | Julián Alonso                       | P-H Mathieu Vadim Kucenko           | Michael Kohlmann Jarkko Nieminen Éric Prodon Oliver Marach      |
| 2 luglio  | Montauban Challenger 2001 Montauban, Francia Terra rossa €42 000+H Singolare - Doppio                    | Diego del Río Vadim Kucenko 6–4, 6–2                      | Tuomas Ketola Orlin Stanojčev       | P-H Mathieu Vadim Kucenko           | Michael Kohlmann Jarkko Nieminen Éric Prodon Oliver Marach      |
| 2 luglio  | Ulm Challenger 2001 Ulma, Germania Terra rossa €42 000+H Singolare - Doppio                              | Nikolaj Davydenko 4–6, 7–6(2), 7–5                        | Irakli Labadze                      | Martín Rodríguez D van Scheppingen  | Edwin Kempes Filippo Messori Hugo Armando F González            |
| 2 luglio  | Ulm Challenger 2001 Ulma, Germania Terra rossa €42 000+H Singolare - Doppio                              | František Čermák David Škoch 6–2, 6–4                     | Brandon Coupe Tim Crichton          | Martín Rodríguez D van Scheppingen  | Edwin Kempes Filippo Messori Hugo Armando F González            |
| 2 luglio  | Venice Challenger 2001 Venezia, Italia Terra rossa €42 000+H Singolare - Doppio                          | Christophe Rochus 6(5)–7, 7–5, 6–4                        | Nicolas Coutelot                    | Mariano Puerta David Nalbandian     | Nicolas Thomann Filippo Volandri Attila Sávolt Agustín Calleri  |
| 2 luglio  | Venice Challenger 2001 Venezia, Italia Terra rossa €42 000+H Singolare - Doppio                          | Mark Merklein Mitch Sprengelmeyer 6–4, 7–6(8)             | Luis Horna Sebastián Prieto         | Mariano Puerta David Nalbandian     | Nicolas Thomann Filippo Volandri Attila Sávolt Agustín Calleri  |
| 9 luglio  | West of England Challenger 2001 Bristol, Gran Bretagna Erba €42 000+H Singolare - Doppio                 | Jamie Delgado 6–3, 6–1                                    | Alexander Peya                      | Ivo Karlović Gilles Elseneer        | Andy Ram Arvind Parmar Jean-François Bachelot D Bracciali       |
| 9 luglio  | West of England Challenger 2001 Bristol, Gran Bretagna Erba €42 000+H Singolare - Doppio                 | Wesley Moodie Shaun Rudman 6–4, 6–3                       | Gilles Elseneer Tuomas Ketola       | Ivo Karlović Gilles Elseneer        | Andy Ram Arvind Parmar Jean-François Bachelot D Bracciali       |
| 9 luglio  | Campinas Challenger 2001 Campinas, Brasile Terra rossa €42 000+H Singolare - Doppio                      | Alessio Di Mauro 6–2, 6–4                                 | Ramón Delgado                       | Ricardo Mello Daniel Melo           | Pablo Bianchi Francisco Costa Tomáš Cakl Flávio Saretta         |
| 9 luglio  | Campinas Challenger 2001 Campinas, Brasile Terra rossa €42 000+H Singolare - Doppio                      | Edgardo Massa Leonardo Olguín 6(6)–7, 6–2, 7–5            | José de Armas Flávio Saretta        | Ricardo Mello Daniel Melo           | Pablo Bianchi Francisco Costa Tomáš Cakl Flávio Saretta         |
| 9 luglio  | Challenger Banque Nationale de Granby 2001 Granby, Canada Cemento $50 000 Singolare - Doppio             | Axel Pretzsch 6(5)–7, 6–3, 6–4                            | Jeff Morrison                       | F Niemeyer Vince Spadea             | Takahiro Terachi Robin Vik Noam Okun Yaoki Ishii                |
| 9 luglio  | Challenger Banque Nationale de Granby 2001 Granby, Canada Cemento $50 000 Singolare - Doppio             | Bobby Kokavec Jeff Morrison 6–4, 6–4                      | Brandon Hawk Robert Kendrick        | F Niemeyer Vince Spadea             | Takahiro Terachi Robin Vik Noam Okun Yaoki Ishii                |
| 9 luglio  | Mantova Challenger 2001 Mantova, Italia Terra rossa €42 000+H Singolare - Doppio                         | Diego Hipperdinger 4–6, 6–4, 6–3                          | Jean-Baptiste Perlant               | R Ramírez Hidalgo Stefano Galvani   | M Charpentier Marc López Adrián García S Navarro                |
| 9 luglio  | Mantova Challenger 2001 Mantova, Italia Terra rossa €42 000+H Singolare - Doppio                         | Stefano Galvani Salvador Navarro-Gutierrez 7–6(6), 7–6(4) | Alessandro Guevara Rodrigo Ribeiro  | R Ramírez Hidalgo Stefano Galvani   | M Charpentier Marc López Adrián García S Navarro                |
| 9 luglio  | Oberstaufen Cup 2001 Oberstaufen, Germania Terra rossa €30 000 Singolare - Doppio                        | Oliver Gross 6–0, 6–1                                     | Oliver Marach                       | Dieter Kindlmann Željko Krajan      | Simon Greul Solon Peppas Patricio Arquez M Vassallo Argüello    |
| 9 luglio  | Oberstaufen Cup 2001 Oberstaufen, Germania Terra rossa €30 000 Singolare - Doppio                        | Karol Beck Branislav Sekáč 2–6, 6–1, 6–0                  | Thomas Strengberger Clemens Trimmel | Dieter Kindlmann Željko Krajan      | Simon Greul Solon Peppas Patricio Arquez M Vassallo Argüello    |
| 9 luglio  | Siemens Open 2001 Scheveningen, Paesi Bassi Terra rossa €85 000 Singolare - Doppio                       | Raemon Sluiter 6–3, 6–4                                   | Paul-Henri Mathieu                  | David Nalbandian Edwin Kempes       | Adrian Voinea Albert Montañés Hugo Armando Filippo Volandri     |
| 9 luglio  | Siemens Open 2001 Scheveningen, Paesi Bassi Terra rossa €85 000 Singolare - Doppio                       | Jordan Kerr Grant Silcock 6–3, 6–4                        | Brandon Coupe Tim Crichton          | David Nalbandian Edwin Kempes       | Adrian Voinea Albert Montañés Hugo Armando Filippo Volandri     |
| 16 luglio | Comerica Bank Challenger 2001 Aptos, Stati Uniti Cemento $75 000 Singolare - Doppio                      | Jeff Salzenstein 7–6(3), 6–4                              | Jeff Morrison                       | Denis Golovanov Danai Udomchoke     | Glenn Weiner Takao Suzuki Dmitrij Tursunov Robert Kendrick      |
| 16 luglio | Comerica Bank Challenger 2001 Aptos, Stati Uniti Cemento $75 000 Singolare - Doppio                      | Brandon Hawk Robert Kendrick 7–5, 7–5                     | Kelly Gullett Gavin Sontag          | Denis Golovanov Danai Udomchoke     | Glenn Weiner Takao Suzuki Dmitrij Tursunov Robert Kendrick      |
| 16 luglio | Manchester Trophy 2001 Manchester, Gran Bretagna Erba €30 000 Singolare - Doppio                         | Jean-François Bachelot 6–4, 6–4                           | Jamie Delgado                       | Ivo Heuberger Mosè Navarra          | Andy Ram Jonathan Marray Fredrik Loven Barry Cowan              |
| 16 luglio | Manchester Trophy 2001 Manchester, Gran Bretagna Erba €30 000 Singolare - Doppio                         | Ben Ellwood Fredrik Loven 4–6, 7–5, 6–4                   | Wesley Moodie Shaun Rudman          | Ivo Heuberger Mosè Navarra          | Andy Ram Jonathan Marray Fredrik Loven Barry Cowan              |
| 23 luglio | Budaors Clay Court Championships 2001 Budaörs, Ungheria Terra rossa $50 000+H Singolare - Doppio         | Juan Ignacio Chela 7–5, 6–1                               | Werner Eschauer                     | Sébastien de Chaunac D Hipperdinger | Kevin Kim Ladislav Švarc Marc López Paul Baccanello             |
| 23 luglio | Budaors Clay Court Championships 2001 Budaörs, Ungheria Terra rossa $50 000+H Singolare - Doppio         | Petr Dezort Radomír Vašek 6–3, 5–7, 7–6(6)                | Sergio Roitman Andrés Schneiter     | Sébastien de Chaunac D Hipperdinger | Kevin Kim Ladislav Švarc Marc López Paul Baccanello             |
| 23 luglio | Credicard Citi Mastercard Tennis Cup 2001 Campos do Jordão, Brasile Cemento $50 000+H Singolare - Doppio | Ramón Delgado 7–6(3), 6–2                                 | Daniel Melo                         | Flávio Saretta Ricardo Mello        | Marcos Daniel Arvind Parmar Thiago Alves Edgardo Massa          |
| 23 luglio | Credicard Citi Mastercard Tennis Cup 2001 Campos do Jordão, Brasile Cemento $50 000+H Singolare - Doppio | Dejan Petrović Andy Ram 6–3, 6–4                          | Adriano Ferreira Daniel Melo        | Flávio Saretta Ricardo Mello        | Marcos Daniel Arvind Parmar Thiago Alves Edgardo Massa          |
| 23 luglio | Tampere Open 2001 Tampere, Finlandia Terra rossa €42 000 Singolare - Doppio                              | Jarkko Nieminen 6–1, 6–0                                  | Mattias Hellstrom                   | Jérôme Haehnel Janne Ojala          | Dennis van Scheppingen Pavel Šnobel Robin Vik Dmitri Vlasov     |
| 23 luglio | Tampere Open 2001 Tampere, Finlandia Terra rossa €42 000 Singolare - Doppio                              | Stephen Huss Lee Pearson 7–5, 6(5)–7, 6–4                 | Tuomas Ketola Jarkko Nieminen       | Jérôme Haehnel Janne Ojala          | Dennis van Scheppingen Pavel Šnobel Robin Vik Dmitri Vlasov     |
| 30 luglio | BH Tennis Open International Cup 2001 Belo Horizonte, Brasile Cemento $35 000+H Singolare - Doppio       | Eric Taino 5–7, 6–1, 6–2                                  | Flávio Saretta                      | Daniel Melo Ramón Delgado           | Yaoki Ishii Denis Golovanov Andy Ram A Hernández                |
| 30 luglio | BH Tennis Open International Cup 2001 Belo Horizonte, Brasile Cemento $35 000+H Singolare - Doppio       | Dejan Petrović Andy Ram 6–3, 6–4                          | Barry Cowan Eric Taino              | Daniel Melo Ramón Delgado           | Yaoki Ishii Denis Golovanov Andy Ram A Hernández                |
| 30 luglio | Fifth Third Bank Tennis Championships 2001 Lexington, Stati Uniti Cemento $50 000 Singolare - Doppio     | Paul Goldstein 1–6, 6–2, 6–3                              | Jack Brasington                     | Kevin Kim Yong-Il Yoon              | Jaymon Crabb Robert Kendrick Robby Ginepri Cédric Kauffmann     |
| 30 luglio | Fifth Third Bank Tennis Championships 2001 Lexington, Stati Uniti Cemento $50 000 Singolare - Doppio     | John-Laffnie de Jager Robbie Koenig 7–6(1), 7–5           | Paul Kilderry Jack Waite            | Kevin Kim Yong-Il Yoon              | Jaymon Crabb Robert Kendrick Robby Ginepri Cédric Kauffmann     |
| 30 luglio | San Marino CEPU Open 2001 San Marino, San Marino Terra rossa €85 000+H Singolare - Doppio                | Juan Antonio Marín 6–2, 2–6, 7–6(3)                       | Markus Hipfl                        | N Davydenko Hugo Armando            | M Dell'Acqua Tomáš Zíb Attila Sávolt David Sánchez              |
| 30 luglio | San Marino CEPU Open 2001 San Marino, San Marino Terra rossa €85 000+H Singolare - Doppio                | František Čermák David Škoch 7–5, 6–4                     | Devin Bowen Aleksandar Kitinov      | N Davydenko Hugo Armando            | M Dell'Acqua Tomáš Zíb Attila Sávolt David Sánchez              |
| 30 luglio | Open Castilla y León 2001 Segovia, Spagna Cemento $125 000+H Singolare - Doppio                          | Juan Ignacio Chela 6–2, 6–3                               | Oleg Ogorodov                       | Neville Godwin Cyril Saulnier       | Jurij Ščukin Jacobo Diaz-Ruiz Marcos Ondruska P-H Mathieu       |
| 30 luglio | Open Castilla y León 2001 Segovia, Spagna Cemento $125 000+H Singolare - Doppio                          | Wesley Moodie Shaun Rudman 7–6(5), 6–3                    | Neville Godwin Marcos Ondruska      | Neville Godwin Cyril Saulnier       | Jurij Ščukin Jacobo Diaz-Ruiz Marcos Ondruska P-H Mathieu       |
| 30 luglio | Wrexham Challenger 2001 Wrexham, Regno Unito Cemento Indoor $25 000 Singolare - Doppio                   | Michael Kohlmann 6–4, 6–2                                 | Ladislav Švarc                      | Aisam-ul-Haq Qureshi Grégory Carraz | S Pescosolido Éric Prodon Leonardo Azzaro Rodolphe Cadart       |
| 30 luglio | Wrexham Challenger 2001 Wrexham, Regno Unito Cemento Indoor $25 000 Singolare - Doppio                   | Gilles Elseneer Alexander Popp 5–7, 7–5, 6–2              | Luke Bourgeois Aisam-ul-Haq Qureshi | Aisam-ul-Haq Qureshi Grégory Carraz | S Pescosolido Éric Prodon Leonardo Azzaro Rodolphe Cadart       |

### Agosto
| Settimana | Torneo | Vincitore                                                | Finalista                               | Semifinalisti                          | Eliminati ai quarti                                                     |
| --------- | --- | -------------------------------------------------------- | --------------------------------------- | -------------------------------------- | ----------------------------------------------------------------------- |
| 6 agosto  | Levene Gouldin & Thompson Tennis Challenger 2001 Binghamton, USA Cemento $50 000 Singolare - Doppio        | Cédric Kauffmann 7–5, 6–1                                | Noam Behr                               | Scott Draper L Harper-Griffith         | Jack Brasington Amir Hadad Nicola Bruno ' Danai Udomchoke               |
| 6 agosto  | Levene Gouldin & Thompson Tennis Challenger 2001 Binghamton, USA Cemento $50 000 Singolare - Doppio        | Bobby Kokavec Frédéric Niemeyer 2–6, 6–4, 6–1            | Amir Hadad Andrew Nisker                | Scott Draper L Harper-Griffith         | Jack Brasington Amir Hadad Nicola Bruno ' Danai Udomchoke               |
| 6 agosto  | Open Diputación 2001 Cordova, Spagna Cemento €42 000+H Singolare - Doppio                                  | Jarkko Nieminen 6–4, 2–6, 6–3                            | Paul-Henri Mathieu                      | Marc-Kevin Goellner Mario Radić        | Nenad Zimonjić Jurij Ščukin Mario Ančić J I Chela                       |
| 6 agosto  | Open Diputación 2001 Cordova, Spagna Cemento €42 000+H Singolare - Doppio                                  | Jordan Kerr Grant Silcock 6–3, 5–7, 6–3                  | Emilio Benfele Álvarez Michaël Llodra   | Marc-Kevin Goellner Mario Radić        | Nenad Zimonjić Jurij Ščukin Mario Ančić J I Chela                       |
| 6 agosto  | Gramado Challenger 2001 Gramado, Brasile Cemento $50 000 Singolare - Doppio                                | Barry Cowan 2–6, 6–4, 6–3                                | Andy Ram                                | I Hirigoyen Denis Golovanov            | Flávio Saretta Júlio Silva Thiago Alves Dmitrij Tursunov                |
| 6 agosto  | Gramado Challenger 2001 Gramado, Brasile Cemento $50 000 Singolare - Doppio                                | Dejan Petrović Andy Ram 6–4, 6–4                         | Adriano Ferreira Daniel Melo            | I Hirigoyen Denis Golovanov            | Flávio Saretta Júlio Silva Thiago Alves Dmitrij Tursunov                |
| 6 agosto  | Linz Challenger 2001 Linz, Austria Terra rossa $50 000 Singolare - Doppio                                  | Jan Vacek 1–6, 6–1, 6–2                                  | Markus Hipfl                            | Jürgen Melzer Petr Dezort              | Christophe Rochus Albert Montañés K Pfeiffer N Davydenko                |
| 6 agosto  | Linz Challenger 2001 Linz, Austria Terra rossa $50 000 Singolare - Doppio                                  | Aleksandar Kitinov Todd Perry 2–6, 6–3, 6–4              | Jaroslav Levinský David Škoch           | Jürgen Melzer Petr Dezort              | Christophe Rochus Albert Montañés K Pfeiffer N Davydenko                |
| 6 agosto  | Carisap Tennis Cup 2001 San Benedetto del Tronto, Italia Terra rossa $50 000 Singolare - Doppio            | Marzio Martelli 6–4, 6–2                                 | Salvador Navarro                        | Uros Vico R Ramírez Hidalgo            | Olivier Patience M Charpentier D Bracciali V Santopadre                 |
| 6 agosto  | Carisap Tennis Cup 2001 San Benedetto del Tronto, Italia Terra rossa $50 000 Singolare - Doppio            | Leonardo Azzaro Stefano Galvani 3–6, 7–6(8), 6–4         | Stephen Huss Lee Pearson                | Uros Vico R Ramírez Hidalgo            | Olivier Patience M Charpentier D Bracciali V Santopadre                 |
| 6 agosto  | Togliatti Challenger 2001 Togliatti, Russia Cemento €42 000+H Singolare - Doppio                           | Alexander Peya 6–2, 6–2                                  | Karol Beck                              | Grégory Carraz Andrej Čerkasov         | Vadim Kucenko A Apostu-Efremov Orest Tereščuk Gilles Elseneer           |
| 6 agosto  | Togliatti Challenger 2001 Togliatti, Russia Cemento €42 000+H Singolare - Doppio                           | Karol Beck Igor Zelenay 7–5, 4–6, 6–3                    | Abdul-Hamid Makhkamov Dmitrij Tomaševič | Grégory Carraz Andrej Čerkasov         | Vadim Kucenko A Apostu-Efremov Orest Tereščuk Gilles Elseneer           |
| 13 agosto | Brasilia Challenger 2001 Brasilia, Brasile Terra rossa €42 000+H Singolare - Doppio                        | Gastón Etlis 7–5, 6–3                                    | Sergio Roitman                          | Daniel Melo Hermes Gamonal             | Louis Vosloo Adrián García Mariano Delfino Ricardo Mello                |
| 13 agosto | Brasilia Challenger 2001 Brasilia, Brasile Terra rossa €42 000+H Singolare - Doppio                        | Gastón Etlis Leonardo Olguín 6–4, 6–4                    | Gustavo Marcaccio Patricio Rudi         | Daniel Melo Hermes Gamonal             | Louis Vosloo Adrián García Mariano Delfino Ricardo Mello                |
| 13 agosto | Bressanone Challenger 2001 Bressanone, Italia Terra rossa €42 000+H Singolare - Doppio                     | Renzo Furlan 6–3, 6–1                                    | Alessio Di Mauro                        | Albert Montañés Florian Allgauer       | Giorgio Galimberti Filippo Messori Solon Peppas Tomas Tenconi           |
| 13 agosto | Bressanone Challenger 2001 Bressanone, Italia Terra rossa €42 000+H Singolare - Doppio                     | Massimo Bertolini Cristian Brandi 7–5, 6–3               | Stephen Huss Lee Pearson                | Albert Montañés Florian Allgauer       | Giorgio Galimberti Filippo Messori Solon Peppas Tomas Tenconi           |
| 13 agosto | GHI Bronx Tennis Classic 2001 Bronx, USA Cemento $50 000 Singolare - Doppio                                | Björn Phau 6–2, 6–4                                      | Andy Ram                                | Brandon Hawk Artem Derepasko           | Gouichi Motomura Michihisa Onoda Cédric Kauffmann Dmitrij Tursunov      |
| 13 agosto | GHI Bronx Tennis Classic 2001 Bronx, USA Cemento $50 000 Singolare - Doppio                                | Kelly Gullett Bobby Kokavec 6–4, 6–3                     | Andrew Nisker Gavin Sontag              | Brandon Hawk Artem Derepasko           | Gouichi Motomura Michihisa Onoda Cédric Kauffmann Dmitrij Tursunov      |
| 13 agosto | S Tennis Masters Challenger 2001 Graz, Austria Terra rossa €30 000+H Singolare - Doppio                    | Julian Knowle 6–3, 6–2                                   | Jurij Ščukin                            | Oliver Marach Vadim Kucenko            | Michaël Llodra D Bracciali Mehdi Tahiri Elia Grossi                     |
| 13 agosto | S Tennis Masters Challenger 2001 Graz, Austria Terra rossa €30 000+H Singolare - Doppio                    | Tim Crichton Todd Perry 6–4, 6–4                         | Shaun Rudman Jeff Williams              | Oliver Marach Vadim Kucenko            | Michaël Llodra D Bracciali Mehdi Tahiri Elia Grossi                     |
| 13 agosto | Sopot Challenger 2001 Sopot, Polonia Terra rossa €30 000+H Singolare - Doppio                              | David Ferrer 7–5, 3–6, 6–2                               | Łukasz Kubot                            | Rubén Ramírez Hidalgo Victor Hănescu   | Didac Perez-Minarro Dmitri Vlasov Iván Navarro K Pfeiffer               |
| 13 agosto | Sopot Challenger 2001 Sopot, Polonia Terra rossa €30 000+H Singolare - Doppio                              | Bartlomiej Dabrowski Marcin Matkowski 6(2)–7, 6–4, 6–3   | Óscar Hernández Dmitri Vlasov           | Rubén Ramírez Hidalgo Victor Hănescu   | Didac Perez-Minarro Dmitri Vlasov Iván Navarro K Pfeiffer               |
| 13 agosto | Sylt Challenger 2001 Sylt, Germania Terra rossa €30 000+H Singolare - Doppio                               | Salvador Navarro 6–3, 7–6(8)                             | Dennis van Scheppingen                  | Željko Krajan Slimane Saoudi           | Todd Larkham Martin Verkerk Jean-René Lisnard Julien Benneteau          |
| 13 agosto | Sylt Challenger 2001 Sylt, Germania Terra rossa €30 000+H Singolare - Doppio                               | Bobbie Altelaar Dennis van Scheppingen 7–6(3), 6–1       | Rico Jacober Mark Nielsen               | Željko Krajan Slimane Saoudi           | Todd Larkham Martin Verkerk Jean-René Lisnard Julien Benneteau          |
| 20 agosto | IPP Trophy 2001 Ginevra, Svizzera Terra rossa $35 000+H Singolare - Doppio                                 | Dennis van Scheppingen 6–3, 6–2                          | Željko Krajan                           | Dick Norman Petr Dezort                | R Ramirez Hidalgo Marc López K Economidis Juan-Albert Viloca-Puig       |
| 20 agosto | IPP Trophy 2001 Ginevra, Svizzera Terra rossa $35 000+H Singolare - Doppio                                 | Diego del Río Orlin Stanojčev 2–6, 7–6(0), 7–6(3)        | Feliciano López Francisco Roig          | Dick Norman Petr Dezort                | R Ramirez Hidalgo Marc López K Economidis Juan-Albert Viloca-Puig       |
| 20 agosto | Antonio Savoldi-Marco Cò - Trofeo Dimmidisì 2001 Manerbio, Italia Terra rossa $75 000+H Singolare - Doppio | Attila Sávolt 7–5, 6–2                                   | Irakli Labadze                          | Olivier Patience David Ferrer          | Didac Perez-Minarro Potito Starace Arnaud Fontaine Nicolas Mahut        |
| 20 agosto | Antonio Savoldi-Marco Cò - Trofeo Dimmidisì 2001 Manerbio, Italia Terra rossa $75 000+H Singolare - Doppio | Attila Sávolt Thomas Strengberger 7–5, 7–5               | Alessandro Da Col Andrea Stoppini       | Olivier Patience David Ferrer          | Didac Perez-Minarro Potito Starace Arnaud Fontaine Nicolas Mahut        |
| 20 agosto | Mönchengladbach Challenger 2001 Mönchengladbach, Germania Terra rossa €30 000+H Singolare - Doppio         | Jürgen Melzer 4–6, 6–1, 6–3                              | Jens Knippschild                        | Jérôme Haehnel Victor Hănescu          | Salvador Navarro-Gutierrez Kim Tiilikainen Todd Larkham Markus Hantschk |
| 20 agosto | Mönchengladbach Challenger 2001 Mönchengladbach, Germania Terra rossa €30 000+H Singolare - Doppio         | Jens Knippschild Jairo Velasco, Jr. 6–3, 6–3             | Wim Neefs Djalmar Sistermans            | Jérôme Haehnel Victor Hănescu          | Salvador Navarro-Gutierrez Kim Tiilikainen Todd Larkham Markus Hantschk |
| 20 agosto | Ribeirão Preto Challenger 2001 Ribeirão Preto, Brasile Terra rossa €30 000+H Singolare - Doppio            | Juan Ignacio Chela 6–3, 6–2                              | Pavel Šnobel                            | Sergio Roitman Leonardo Olguín         | Patricio Arquez M Vassallo Argüello Marcos Daniel Michal Mertiňák       |
| 20 agosto | Ribeirão Preto Challenger 2001 Ribeirão Preto, Brasile Terra rossa €30 000+H Singolare - Doppio            | Adriano Ferreira Antonio Prieto 6–1, 6(6)–7, 6–4         | Sergio Roitman Andrés Schneiter         | Sergio Roitman Leonardo Olguín         | Patricio Arquez M Vassallo Argüello Marcos Daniel Michal Mertiňák       |
| 27 agosto | Brindisi Challenger 2001 Brindisi, Italia Terra rossa $35 000 Singolare - Doppio                           | Federico Luzzi 0–6, 7–6(3), 6–4                          | Vasilīs Mazarakīs                       | Filippo Messori Attila Sávolt          | Ladislav Švarc Filippo Volandri Ó Hernández Irakli Labadze              |
| 27 agosto | Brindisi Challenger 2001 Brindisi, Italia Terra rossa $35 000 Singolare - Doppio                           | Daniele Bracciali Giorgio Galimberti 2–6, 7–6(5), 7–6(3) | Cristian Brandi Uros Vico               | Filippo Messori Attila Sávolt          | Ladislav Švarc Filippo Volandri Ó Hernández Irakli Labadze              |
| 27 agosto | Campinas Challenger 2 2001 Campinas, Brasile Terra rossa €42 000+H Singolare - Doppio                      | Alessio Di Mauro 6–2, 6–4                                | Ramón Delgado                           | Ricardo Mello Daniel Melo              | Pablo Bianchi Tomáš Cakl Flávio Saretta                                 |
| 27 agosto | Campinas Challenger 2 2001 Campinas, Brasile Terra rossa €42 000+H Singolare - Doppio                      | Edgardo Massa Leonardo Olguín 6(6)–7, 6–2, 7–5           | José de Armas Flávio Saretta            | Ricardo Mello Daniel Melo              | Pablo Bianchi Tomáš Cakl Flávio Saretta                                 |
| 27 agosto | Black Forest Open 2001 Freudenstadt, Germania Terra rossa €30 000+H Singolare - Doppio                     | Albert Montañés 6–0, 6–3                                 | Victor Hănescu                          | Dennis van Scheppingen Markus Hantschk | Juan-Albert Viloca-Puig Johan Settergren Jürgen Melzer                  |
| 27 agosto | Black Forest Open 2001 Freudenstadt, Germania Terra rossa €30 000+H Singolare - Doppio                     | Franz Stauder Alexander Waske 6–3, 4–6, 6–3              | Fredrik Loven Damien Roberts            | Dennis van Scheppingen Markus Hantschk | Juan-Albert Viloca-Puig Johan Settergren Jürgen Melzer                  |

### Settembre
| Settimana    | Torneo                                                                                         | Vincitore                                              | Finalista                                      | Semifinalisti                          | Eliminati ai quarti                                             |
| ------------ | ---------------------------------------------------------------------------------------------- | ------------------------------------------------------ | ---------------------------------------------- | -------------------------------------- | --------------------------------------------------------------- |
| 3 settembre  | Aschaffenburg Challenger 2001 Aschaffenburg, Germania Terra rossa $50 000+H Singolare - Doppio | Simon Greul 7–6(5), 6–2                                | Martin Verkerk                                 | Alexander Waske Marcus Sarstrand       | B Kohlloeffel D van Scheppingen Milen Velev Daniel Elsner       |
| 3 settembre  | Aschaffenburg Challenger 2001 Aschaffenburg, Germania Terra rossa $50 000+H Singolare - Doppio | Aleksandar Kitinov Dušan Vemić 6(3)–7, 6–4, 7–6(6)     | Karsten Braasch Franz Stauder                  | Alexander Waske Marcus Sarstrand       | B Kohlloeffel D van Scheppingen Milen Velev Daniel Elsner       |
| 3 settembre  | Brașov Challenger 2001 Brașov, Romania Terra rossa $35 000+H Singolare - Doppio                | Stefano Galvani 6–4, 6–1                               | Iván Navarro                                   | Petr Dezort H Wiltschnig               | Amir Hadad Lovro Zovko Ivajlo Trajkov R Dulić Fišer             |
| 3 settembre  | Brașov Challenger 2001 Brașov, Romania Terra rossa $35 000+H Singolare - Doppio                | Amir Hadad Lovro Zovko 6–1, 4–6, 6–4                   | Ben Ellwood Kalle Flygt                        | Petr Dezort H Wiltschnig               | Amir Hadad Lovro Zovko Ivajlo Trajkov R Dulić Fišer             |
| 3 settembre  | Curitiba Challenger 2001 Curitiba, Brasile Terra rossa $50 000+H Singolare - Doppio            | Flávio Saretta 7–6(3), 6–1                             | Luis Horna                                     | Federico Browne Emanuel Couto          | R Schlachter Adrián García Alessio Di Mauro Sergio Roitman      |
| 3 settembre  | Curitiba Challenger 2001 Curitiba, Brasile Terra rossa $50 000+H Singolare - Doppio            | Tim Crichton Ashley Fisher 6–3, 6–4                    | Emanuel Couto Pedro Pereira                    | Federico Browne Emanuel Couto          | R Schlachter Adrián García Alessio Di Mauro Sergio Roitman      |
| 3 settembre  | Kiev Challenger 2001 Kiev, Ucraina Terra rossa $35 000+H Singolare - Doppio                    | David Sánchez 4–6, 6–3, 6–3                            | Attila Sávolt                                  | Vadim Kucenko Jiří Vaněk               | Karol Kučera Sargis Sargsian Irakli Labadze Nikolaj Davydenko   |
| 3 settembre  | Kiev Challenger 2001 Kiev, Ucraina Terra rossa $35 000+H Singolare - Doppio                    | Jordan Kerr Grant Silcock 6–1, 7–6(3)                  | Kirill Ivanov-Smolensky Vadim Kucenko          | Vadim Kucenko Jiří Vaněk               | Karol Kučera Sargis Sargsian Irakli Labadze Nikolaj Davydenko   |
| 10 settembre | Budapest Challenger 2 2001 Budapest, Ungheria Terra rossa $35 000+H Singolare - Doppio         | Didac Perez-Minarro 6–2, 6–3                           | Orest Tereščuk                                 | Tomáš Cakl Jurij Ščukin                | Filippo Messori Zsolt Tatar Werner Eschauer Jarkko Nieminen     |
| 10 settembre | Budapest Challenger 2 2001 Budapest, Ungheria Terra rossa $35 000+H Singolare - Doppio         | Oliver Marach Jarkko Nieminen 6–2, 6–2                 | Jurij Ščukin Orest Tereščuk                    | Tomáš Cakl Jurij Ščukin                | Filippo Messori Zsolt Tatar Werner Eschauer Jarkko Nieminen     |
| 10 settembre | Bulgarian Open Challenger 2001 Sofia, Bulgaria Terra rossa $35 000+H Singolare - Doppio        | Vasilīs Mazarakīs 7–6(5), 6–4                          | Stefano Galvani                                | Elia Grossi Željko Krajan              | Todor Enev Victor Hănescu Alessio Di Mauro Slimane Saoudi       |
| 10 settembre | Bulgarian Open Challenger 2001 Sofia, Bulgaria Terra rossa $35 000+H Singolare - Doppio        | Stefano Galvani Igor Gaudi 6–4, 6–1                    | Óscar Hernández Dmitri Vlasov                  | Elia Grossi Željko Krajan              | Todor Enev Victor Hănescu Alessio Di Mauro Slimane Saoudi       |
| 10 settembre | Tarzana Challenger 2001 Tarzana, USA Cemento $125 000+H Singolare - Doppio                     | Levar Harper-Griffith 7–6(6), 6–3                      | Michael Joyce                                  | Jack Brasington Robert Kendrick        | Matthew Breen Phillip King Robby Ginepri Bob Bryan              |
| 10 settembre | Tarzana Challenger 2001 Tarzana, USA Cemento $125 000+H Singolare - Doppio                     | Zack Fleishman Michael Joyce 6–1, 5–7, 7–6(6)          | Kyle Spencer Glenn Weiner                      | Jack Brasington Robert Kendrick        | Matthew Breen Phillip King Robby Ginepri Bob Bryan              |
| 10 settembre | Zabrze Challenger 2001 Zabrze, Polonia Terra rossa $125 000+H Singolare - Doppio               | Ota Fukárek 6–3, 6–4                                   | Michael Kohlmann                               | Vitalij Švec Julian Knowle             | Gorka Fraile Karol Beck Kevin Kim Daniel Elsner                 |
| 10 settembre | Zabrze Challenger 2001 Zabrze, Polonia Terra rossa $125 000+H Singolare - Doppio               | Julian Knowle Michael Kohlmann 6–1, 7–6(5)             | Karol Beck Igor Zelenay                        | Vitalij Švec Julian Knowle             | Gorka Fraile Karol Beck Kevin Kim Daniel Elsner                 |
| 17 settembre | Florianopolis Challenger 2001 Florianópolis, Brasile Terra rossa $50 000+H Singolare - Doppio  | Edgardo Massa 6–3, 7–5                                 | Gastón Etlis                                   | Francisco Costa Daniel Melo            | Márcio Carlsson Marcos Daniel Sergio Roitman Mariano Delfino    |
| 17 settembre | Florianopolis Challenger 2001 Florianópolis, Brasile Terra rossa $50 000+H Singolare - Doppio  | Gastón Etlis Martín Rodríguez 6–2, 6–1                 | Stephen Huss Lee Pearson                       | Francisco Costa Daniel Melo            | Márcio Carlsson Marcos Daniel Sergio Roitman Mariano Delfino    |
| 17 settembre | Istanbul Challenger 2001 Istanbul, Turchia Cemento $100 000+H Singolare - Doppio               | Nikolaj Davydenko 6–3, 6–3                             | Cyril Saulnier                                 | Denis Golovanov P-H Mathieu            | Jeff Coetzee Michaël Llodra Jamie Delgado Johan Settergren      |
| 17 settembre | Istanbul Challenger 2001 Istanbul, Turchia Cemento $100 000+H Singolare - Doppio               | Jonathan Erlich Michaël Llodra walkover                | Sander Groen Michael Kohlmann                  | Denis Golovanov P-H Mathieu            | Jeff Coetzee Michaël Llodra Jamie Delgado Johan Settergren      |
| 17 settembre | Copa Sevilla 2001 Siviglia, Spagna Terra gialla €42 000+H Singolare - Doppio                   | Stefano Galvani 6–2, 6–4                               | Todd Larkham                                   | Rubén Ramírez Hidalgo Olivier Mutis    | J Muñoz Hernández Lovro Zovko Daniel Elsner Gorka Fraile        |
| 17 settembre | Copa Sevilla 2001 Siviglia, Spagna Terra gialla €42 000+H Singolare - Doppio                   | Stefano Galvani Vincenzo Santopadre 6–4, 6–4           | Marc López Santiago Ventura                    | Rubén Ramírez Hidalgo Olivier Mutis    | J Muñoz Hernández Lovro Zovko Daniel Elsner Gorka Fraile        |
| 17 settembre | Pekao Open 2001 Stettino, Polonia Terra rossa €106 000+H Singolare - Doppio                    | Juan Ignacio Chela 6–1, 6–3                            | Nicolas Coutelot                               | Jarkko Nieminen Attila Sávolt          | Andrea Gaudenzi Leonardo Olguín M-K Goellner Albert Montañés    |
| 17 settembre | Pekao Open 2001 Stettino, Polonia Terra rossa €106 000+H Singolare - Doppio                    | Mariusz Fyrstenberg Marcin Matkowski 6–4, 7–6(2)       | Juan Ignacio Carrasco Álex López Morón         | Jarkko Nieminen Attila Sávolt          | Andrea Gaudenzi Leonardo Olguín M-K Goellner Albert Montañés    |
| 24 settembre | Kamnik Challenger 2001 Kamnik, Slovenia Terra rossa $100 000+H Singolare - Doppio              | Željko Krajan 6–2, 3–6, 7–6(8)                         | Vasilīs Mazarakīs                              | Radoslav Lukaev Olivier Patience       | Robin Vik Jürgen Melzer J Levinský H Wiltschnig                 |
| 24 settembre | Kamnik Challenger 2001 Kamnik, Slovenia Terra rossa $100 000+H Singolare - Doppio              | Igor Brukner Jaroslav Levinský 6–3, 1–6, 6–4           | Salvador Navarro-Gutierrez Vincenzo Santopadre | Radoslav Lukaev Olivier Patience       | Robin Vik Jürgen Melzer J Levinský H Wiltschnig                 |
| 24 settembre | Maia Challenger 2001 Maia, Portogallo Terra rossa $50 000+H Singolare - Doppio                 | Jarkko Nieminen 5–7, 6–3, 6–4                          | Feliciano López                                | Alberto Martín Kristian Pless          | Oscar Serrano-Gamez Olivier Mutis Marc López Daniel Melo        |
| 24 settembre | Maia Challenger 2001 Maia, Portogallo Terra rossa $50 000+H Singolare - Doppio                 | Juan Ignacio Carrasco Djalmar Sistermans 7–5, 3–6, 7–5 | Emanuel Couto Bernardo Mota                    | Alberto Martín Kristian Pless          | Oscar Serrano-Gamez Olivier Mutis Marc López Daniel Melo        |
| 24 settembre | Samarkand Challenger 2001 Samarcanda, Uzbekistan Terra rossa $35 000+H Singolare - Doppio      | Oleg Ogorodov 6–3, 6–4                                 | Vadim Kucenko                                  | Artemon Apostu-Efremov Artem Derepasko | Dmitrij Tomaševič Todor Enev Aisam-ul-Haq Qureshi Dmitri Vlasov |
| 24 settembre | Samarkand Challenger 2001 Samarcanda, Uzbekistan Terra rossa $35 000+H Singolare - Doppio      | Denis Golovanov Vadim Kucenko 6–1, 4–6, 6–4            | Oleg Ogorodov Dmitrij Tomaševič                | Artemon Apostu-Efremov Artem Derepasko | Dmitrij Tomaševič Todor Enev Aisam-ul-Haq Qureshi Dmitri Vlasov |
| 24 settembre | São Paulo Tennis Open 2001 San Paolo, Brasile Terra rossa $100 000 Singolare - Doppio          | Edgardo Massa 7-6(1), 6(5)–7, 6–4                      | Martín Vassallo Argüello                       | Alexandre Simoni Thiago Alves          | Mariano Delfino Dimitri Lorin Márcio Carlsson Marcos Daniel     |
| 24 settembre | São Paulo Tennis Open 2001 San Paolo, Brasile Terra rossa $100 000 Singolare - Doppio          | Adriano Ferreira Edgardo Massa walkover                | Marcos Daniel Ricardo Mello                    | Alexandre Simoni Thiago Alves          | Mariano Delfino Dimitri Lorin Márcio Carlsson Marcos Daniel     |

### Ottobre
| Settimana  | Torneo | Vincitore                                            | Finalista                             | Semifinalisti                       | Eliminati ai quarti                                              |
| ---------- | --- | ---------------------------------------------------- | ------------------------------------- | ----------------------------------- | ---------------------------------------------------------------- |
| 1º ottobre | Bukhara Challenger 2001 Bukhara, Uzbekistan Cemento $35 000+H Singolare - Doppio                                      | John van Lottum 6–1, 6–1                             | Oleg Ogorodov                         | Denis Golovanov Vadim Kucenko       | Viktor Bruthans Michail Elgin Rogier Wassen Alexey Gavrilov      |
| 1º ottobre | Bukhara Challenger 2001 Bukhara, Uzbekistan Cemento $35 000+H Singolare - Doppio                                      | Aisam-ul-Haq Qureshi Rogier Wassen 6–2, 6–4          | Aleksej Kedrjuk Alexander Shvets      | Denis Golovanov Vadim Kucenko       | Viktor Bruthans Michail Elgin Rogier Wassen Alexey Gavrilov      |
| 1º ottobre | Sardinian International Championships 2001 Cagliari, Italia Terra rossa $35 000+H Singolare - Doppio                  | Fernando Vicente 4–6, 6–2, 6–4                       | David Sánchez                         | Feliciano López M Charpentier       | Jurij Ščukin R Ramirez Hidalgo Gorka Fraile K Economidis         |
| 1º ottobre | Sardinian International Championships 2001 Cagliari, Italia Terra rossa $35 000+H Singolare - Doppio                  | Juan Ignacio Carrasco Álex López Morón 6–2, 4–6, 6–4 | Marc López Fernando Vicente           | Feliciano López M Charpentier       | Jurij Ščukin R Ramirez Hidalgo Gorka Fraile K Economidis         |
| 1º ottobre | Grenoble Challenger 2001 Grenoble, Francia Cemento (indoor) $50 000+H Singolare - Doppio                              | Johan Settergren 5–7, 7–6(4), 7–5                    | Ivan Ljubičić                         | Nicolas Mahut Thierry Ascione       | S Pescosolido Reginald Willems Gilles Müller Cyril Saulnier      |
| 1º ottobre | Grenoble Challenger 2001 Grenoble, Francia Cemento (indoor) $50 000+H Singolare - Doppio                              | Jonathan Erlich Andy Ram 6–4, 3–6, 7–6(4)            | Paul Rosner Glenn Weiner              | Nicolas Mahut Thierry Ascione       | S Pescosolido Reginald Willems Gilles Müller Cyril Saulnier      |
| 1º ottobre | Guadalajara Challenger 2001 Guadalajara, Messico Terra rossa $50 000+H Singolare - Doppio                             | Agustín Calleri 6–4, 6–4                             | Edgardo Massa                         | L Navarro-Batles Diego Veronelli    | Leonardo Azzaro Luis Morejon Luis Horna Gastón Etlis             |
| 1º ottobre | Guadalajara Challenger 2001 Guadalajara, Messico Terra rossa $50 000+H Singolare - Doppio                             | Gastón Etlis Martín Rodríguez 7–5, 7–5               | Agustín Calleri Ignacio Hirigoyen     | L Navarro-Batles Diego Veronelli    | Leonardo Azzaro Luis Morejon Luis Horna Gastón Etlis             |
| 1º ottobre | Tulsa Challenger 2001 Tulsa, USA Cemento $35 000+H Singolare - Doppio                                                 | Jan Hernych 7–5, 7–5                                 | Vince Spadea                          | Justin Bower Alex Kim               | Jeff Morrison Alex Kim Michael Joyce Fredrik Jonsson             |
| 1º ottobre | Tulsa Challenger 2001 Tulsa, USA Cemento $35 000+H Singolare - Doppio                                                 | Mardy Fish Jeff Morrison 6–2, 6–3                    | Jeff Coetzee Shaun Rudman             | Justin Bower Alex Kim               | Jeff Morrison Alex Kim Michael Joyce Fredrik Jonsson             |
| 8 ottobre  | Ciutat de Barcelona 2001 Barcellona, Spagna Terra rossa $50 000+H Singolare - Doppio                                  | Konstantinos Economidis 7–6(4), 6–1                  | Nicolas Coutelot                      | Werner Eschauer Gorka Fraile        | D Pérez Minarro J A Viloca-Puig David Ferrer Albert Montañés     |
| 8 ottobre  | Ciutat de Barcelona 2001 Barcellona, Spagna Terra rossa $50 000+H Singolare - Doppio                                  | Juan Ignacio Carrasco Álex López Morón 6–4, 6–1      | František Čermák David Škoch          | Werner Eschauer Gorka Fraile        | D Pérez Minarro J A Viloca-Puig David Ferrer Albert Montañés     |
| 8 ottobre  | Kerrville Challenger 2001 Kerrville, USA Cemento $35 000+H Singolare - Doppio                                         | Alex Kim 6–3, 3–6, 6–4                               | Mardy Fish                            | Robert Kendrick Amir Hadad          | Bjorn Rehnquist Kevin Kim Jeff Morrison Kalle Flygt              |
| 8 ottobre  | Kerrville Challenger 2001 Kerrville, USA Cemento $35 000+H Singolare - Doppio                                         | Brandon Hawk Robert Kendrick 6–3, 6(8)–7, 6–3        | Mardy Fish Jeff Morrison              | Robert Kendrick Amir Hadad          | Bjorn Rehnquist Kevin Kim Jeff Morrison Kalle Flygt              |
| 8 ottobre  | Lima Challenger 2001 Lima, Perù Terra rossa $35 000+H Singolare - Doppio                                              | Juan Ignacio Chela 6–2, 1–0 rit.                     | Marcos Daniel                         | F González Gastón Etlis             | Diego Veronelli Agustín Calleri JF Andersen Sebastián Prieto     |
| 8 ottobre  | Lima Challenger 2001 Lima, Perù Terra rossa $35 000+H Singolare - Doppio                                              | Enzo Artoni Daniel Melo 6–2, 1–6, 7–6(8)             | José Acasuso Martín Vassallo Argüello | F González Gastón Etlis             | Diego Veronelli Agustín Calleri JF Andersen Sebastián Prieto     |
| 15 ottobre | Brasilia Challenger 2 2001 Brasilia, Brasile Terra rossa €42 000+H Singolare - Doppio                                 | Sebastián Prieto 6–4, 4–6, 7–6(6)                    | Sébastien de Chaunac                  | Alexandre Simoni Tomas Behrend      | M Albert-Ferrando JF Andersen R Ramirez Hidalgo C Kordasz        |
| 15 ottobre | Brasilia Challenger 2 2001 Brasilia, Brasile Terra rossa €42 000+H Singolare - Doppio                                 | Luis Lobo Daniel Orsanic walkover                    | Daniel Melo Alexandre Simoni          | Alexandre Simoni Tomas Behrend      | M Albert-Ferrando JF Andersen R Ramirez Hidalgo C Kordasz        |
| 15 ottobre | IPP Open 2001 Helsinki, Finlandia Cemento (indoor) €106 000+H Singolare - Doppio                                      | George Bastl 6–4, 4–6, 6–4                           | Ota Fukárek                           | Jurij Ščukin Martin Lee             | Kenneth Carlsen Peter Wessels Gianluca Pozzi Lauri Kiiski        |
| 15 ottobre | IPP Open 2001 Helsinki, Finlandia Cemento (indoor) €106 000+H Singolare - Doppio                                      | Tim Crichton Jim Thomas 6–3, 6–4                     | Aleksandar Kitinov Jack Waite         | Jurij Ščukin Martin Lee             | Kenneth Carlsen Peter Wessels Gianluca Pozzi Lauri Kiiski        |
| 15 ottobre | Challenger ATP Club Premium Open 2001 Quito, Ecuador Terra rossa $35 000+H Singolare - Doppio                         | Hugo Armando 6(3)–7, 6–3, 7–6(5)                     | Luis Morejon                          | Sergio Roitman M Vassallo Argüello  | Martin Rodriguez Rogier Wassen G Lapentti Francisco Costa        |
| 15 ottobre | Challenger ATP Club Premium Open 2001 Quito, Ecuador Terra rossa $35 000+H Singolare - Doppio                         | Ricardo Schlachter Rogier Wassen 6(8)–7, 6–4, 7–6(8) | Hugo Armando Diego del Río            | Sergio Roitman M Vassallo Argüello  | Martin Rodriguez Rogier Wassen G Lapentti Francisco Costa        |
| 22 ottobre | Houston Challenger 2001 Houston, USA Cemento €42 000+H Singolare - Doppio                                             | Vince Spadea 6-2, 6(3)–7, 6-2                        | James Blake                           | Martin Verkerk Mardy Fish           | Trace Fielding Cecil Mamiit Amir Hadad Paul Goldstein            |
| 22 ottobre | Houston Challenger 2001 Houston, USA Cemento €42 000+H Singolare - Doppio                                             | Jeff Coetzee Paul Rosner 7–6(2), 6-4                 | Justin Bower Shaun Rudman             | Martin Verkerk Mardy Fish           | Trace Fielding Cecil Mamiit Amir Hadad Paul Goldstein            |
| 22 ottobre | São Paulo Challenger 2001 San Paolo, Brasile Cemento $100 000 Singolare - Doppio                                      | Agustín Calleri 6–4, 6–3                             | Juan Ignacio Chela                    | C Kordasz JF Andersen               | Tomas Behrend F Meligeni José Acasuso O Serrano-Gamez            |
| 22 ottobre | São Paulo Challenger 2001 San Paolo, Brasile Cemento $100 000 Singolare - Doppio                                      | Agustín Calleri Edgardo Massa 5–7, 7–5, 6–3          | Diego del Río Mariano Hood            | C Kordasz JF Andersen               | Tomas Behrend F Meligeni José Acasuso O Serrano-Gamez            |
| 22 ottobre | Samsung Securities Cup 2001 Seul, Corea del Sud Cemento $125 000+H Singolare - Doppio                                 | Hyung-Taik Lee 6–3, 6–4                              | Gouichi Motomura                      | Mario Ančić J Levinský              | M Chiudinelli Vadim Kucenko Oleg Ogorodov P Srichaphan           |
| 22 ottobre | Samsung Securities Cup 2001 Seul, Corea del Sud Cemento $125 000+H Singolare - Doppio                                 | František Čermák Jaroslav Levinský 5–7, 7–6(8), 6–3  | Yves Allegro Marco Chiudinelli        | Mario Ančić J Levinský              | M Chiudinelli Vadim Kucenko Oleg Ogorodov P Srichaphan           |
| 29 ottobre | Lambertz Open by STAWAG 2001 Aquisgrana, Germania Sintetico (indoor) €42 000+H Singolare - Doppio                     | Alexander Popp 6–3, 1–6, 6–2                         | Axel Pretzsch                         | Julian Knowle Sargis Sargsian       | David Prinosil Nikolaj Davydenko Cyril Saulnier Jeff Salzenstein |
| 29 ottobre | Lambertz Open by STAWAG 2001 Aquisgrana, Germania Sintetico (indoor) €42 000+H Singolare - Doppio                     | Julian Knowle Michael Kohlmann 6–3, 7–6(4)           | Marc-Kevin Goellner Marcos Ondruska   | Julian Knowle Sargis Sargsian       | David Prinosil Nikolaj Davydenko Cyril Saulnier Jeff Salzenstein |
| 29 ottobre | Bolton Challenger 2001 Bolton, Gran Bretagna Cemento indoor €42 000+H Singolare - Doppio                              | Olivier Rochus 6–4, 7–6(3)                           | Dennis van Scheppingen                | Gilles Elseneer C Caratti           | Denis Golovanov Alexander Peya Alex Bogdanović Noam Okun         |
| 29 ottobre | Bolton Challenger 2001 Bolton, Gran Bretagna Cemento indoor €42 000+H Singolare - Doppio                              | Gilles Elseneer Wim Neefs 6–4, 6–3                   | Lee Childs Mark Hilton                | Gilles Elseneer C Caratti           | Denis Golovanov Alexander Peya Alex Bogdanović Noam Okun         |
| 29 ottobre | Burbank Challenger 2001 Burbank, USA Cemento $50 000+H Singolare - Doppio                                             | Kevin Kim 6–2, 6–4                                   | Vince Spadea                          | Justin Bower Cecil Mamiit           | Alex Kim Amir Hadad Tuomas Ketola Karol Beck                     |
| 29 ottobre | Burbank Challenger 2001 Burbank, USA Cemento $50 000+H Singolare - Doppio                                             | Scott Humphries Chris Woodruff 7–5, 1–6, 6–4         | Jeff Coetzee Tuomas Ketola            | Justin Bower Cecil Mamiit           | Alex Kim Amir Hadad Tuomas Ketola Karol Beck                     |
| 29 ottobre | Santiago Challenger 2001 Santiago, Cile Terra rossa $50 000+H Singolare - Doppio                                      | Marcelo Ríos 6–4, 6–2                                | Edgardo Massa                         | Agustín Calleri André Sá            | Alexandre Simoni JF Andersen José Acasuso C Kordasz              |
| 29 ottobre | Santiago Challenger 2001 Santiago, Cile Terra rossa $50 000+H Singolare - Doppio                                      | André Sá Alexandre Simoni 3–6, 6–3, 7–6(3)           | Daniel Melo Dušan Vemić               | Agustín Calleri André Sá            | Alexandre Simoni JF Andersen José Acasuso C Kordasz              |
| 29 ottobre | Keio Challenger International Tennis Tournament 2001 Yokohama, Giappone Sintetico indoor €42 000+H Singolare - Doppio | Takao Suzuki 6–2, 6(5)–7, 7–6(4)                     | Gouichi Motomura                      | Danai Udomchoke Paradorn Srichaphan | Hyung-Taik Lee Jun Kato Mario Ančić P Srichaphan                 |
| 29 ottobre | Keio Challenger International Tennis Tournament 2001 Yokohama, Giappone Sintetico indoor €42 000+H Singolare - Doppio | Takao Suzuki Mitsuru Takada 6–3, 6–4                 | Marco Chiudinelli Sebastian Jaeger    | Danai Udomchoke Paradorn Srichaphan | Hyung-Taik Lee Jun Kato Mario Ančić P Srichaphan                 |

### Novembre
| Settimana   | Torneo                                                                                         | Vincitore                                       | Finalista                        | Semifinalisti                     | Eliminati ai quarti                                              |
| ----------- | ---------------------------------------------------------------------------------------------- | ----------------------------------------------- | -------------------------------- | --------------------------------- | ---------------------------------------------------------------- |
| 5 novembre  | Slovak Open 2001 Bratislava, Slovacchia Cemento (indoor) €106 000+H Singolare - Doppio         | Karol Kučera 6–1, 7–5                           | Sargis Sargsian                  | Ján Krošlák Martin Lee            | Marc Rosset Jarkko Nieminen Lars Burgsmüller Jan Siemerink       |
| 5 novembre  | Slovak Open 2001 Bratislava, Slovacchia Cemento (indoor) €106 000+H Singolare - Doppio         | Petr Luxa Radek Štěpánek 6–4, 6–3               | František Čermák Ota Fukárek     | Ján Krošlák Martin Lee            | Marc Rosset Jarkko Nieminen Lars Burgsmüller Jan Siemerink       |
| 5 novembre  | Bauer Cup 2001 Eckental, Germania Sintetico (indoor) €35 000+H Singolare - Doppio              | Alexander Popp 6–4, 5–7, 6–2                    | Peter Wessels                    | Dennis van Scheppingen Björn Phau | Andrej Stoljarov Jeff Salzenstein Olivier Rochus Kenneth Carlsen |
| 5 novembre  | Bauer Cup 2001 Eckental, Germania Sintetico (indoor) €35 000+H Singolare - Doppio              | George Bastl Neville Godwin 6–4, 4–6, 7–5       | Yves Allegro Marcus Hilpert      | Dennis van Scheppingen Björn Phau | Andrej Stoljarov Jeff Salzenstein Olivier Rochus Kenneth Carlsen |
| 5 novembre  | Montevideo Challenger 2001 Montevideo, Uruguay Terra rossa €106 000+H Singolare - Doppio       | David Nalbandian 6–2, 3–6, 6–3                  | Fernando González                | André Sá Agustín Calleri          | Flávio Saretta F Meligeni José Acasuso Edgardo Massa             |
| 5 novembre  | Montevideo Challenger 2001 Montevideo, Uruguay Terra rossa €106 000+H Singolare - Doppio       | Diego del Río Martín Vassallo Argüello walkover | Gastón Etlis Mariano Hood        | André Sá Agustín Calleri          | Flávio Saretta F Meligeni José Acasuso Edgardo Massa             |
| 5 novembre  | Tyler Challenger 2001 Tyler, USA Cemento $50 000+H Singolare - Doppio                          | Noam Okun 7–5, 6–2                              | Vince Spadea                     | Gabriel Trifu P Srichaphan        | Robby Ginepri Michael Russell Michael Joyce James Blake          |
| 5 novembre  | Tyler Challenger 2001 Tyler, USA Cemento $50 000+H Singolare - Doppio                          | Stephen Huss Paul Rosner 6–4, 6–2               | Mardy Fish Jeff Morrison         | Gabriel Trifu P Srichaphan        | Robby Ginepri Michael Russell Michael Joyce James Blake          |
| 12 novembre | Copa Petrobras Argentina 2001 Buenos Aires, Argentina Terra rossa $50 000+H Singolare - Doppio | Agustín Calleri 3–6, 6–1, 6–3                   | David Nalbandian                 | Flávio Saretta Gastón Etlis       | Edgardo Massa Luis Horna Hugo Armando J I Chela                  |
| 12 novembre | Copa Petrobras Argentina 2001 Buenos Aires, Argentina Terra rossa $50 000+H Singolare - Doppio | Federico Browne Ignacio Hirigoyen 6–4, 7-6(6)   | Gastón Etlis Martín Rodríguez    | Flávio Saretta Gastón Etlis       | Edgardo Massa Luis Horna Hugo Armando J I Chela                  |
| 12 novembre | Knoxville Challenger 2001 Knoxville, USA Cemento (indoor) €106 000+H Singolare - Doppio        | James Blake 6–4, 6–4                            | Gabriel Trifu                    | Jeff Morrison Robby Ginepri       | Vince Spadea Jeff Salzenstein Noam Okun Cecil Mamiit             |
| 12 novembre | Knoxville Challenger 2001 Knoxville, USA Cemento (indoor) €106 000+H Singolare - Doppio        | Mardy Fish Jeff Morrison 6–3, 6–0               | Brandon Coupe Kelly Gullett      | Jeff Morrison Robby Ginepri       | Vince Spadea Jeff Salzenstein Noam Okun Cecil Mamiit             |
| 19 novembre | Caracas Challenger 2001 Caracas, Venezuela Cemento (indoor) €106 000+H Singolare - Doppio      | Julian Knowle 7–6(5), 1–6, 6–3                  | Michael Kohlmann                 | Željko Krajan Tomas Behrend       | Sebastian Jaeger John van Lottum Luis Horna Lovro Zovko          |
| 19 novembre | Caracas Challenger 2001 Caracas, Venezuela Cemento (indoor) €106 000+H Singolare - Doppio      | Julian Knowle Michael Kohlmann 7–5, 6–3         | Tomas Behrend Daniel Melo        | Željko Krajan Tomas Behrend       | Sebastian Jaeger John van Lottum Luis Horna Lovro Zovko          |
| 19 novembre | Czech Indoor Open 2001 Praga, Repubblica Ceca Sintetico indoor $75 000 Singolare - Doppio      | Ota Fukárek 6–3, 6–3                            | Cristiano Caratti                | Lukáš Dlouhý Grégory Carraz       | Jarkko Nieminen Ján Krošlák M-K Goellner Peter Wessels           |
| 19 novembre | Czech Indoor Open 2001 Praga, Repubblica Ceca Sintetico indoor $75 000 Singolare - Doppio      | Lukáš Dlouhý David Miketa 6–1, 4–6, 6–3         | Karol Beck Igor Zelenay          | Lukáš Dlouhý Grégory Carraz       | Jarkko Nieminen Ján Krošlák M-K Goellner Peter Wessels           |
| 19 novembre | Challenger Britania Zavaleta 2001 Puebla, Messico Cemento $35 000+H Singolare - Doppio         | Miguel Gallardo-Valles 6–2, 6–3                 | Zbynek Mlynarik                  | Robert Kendrick Alexander Waske   | Taylor Dent Andy Ram L Navarro-Batles Markus Hantschk            |
| 19 novembre | Challenger Britania Zavaleta 2001 Puebla, Messico Cemento $35 000+H Singolare - Doppio         | Jonathan Erlich Andy Ram 6–4, 6(5)–7, 6–1       | Marco Chiudinelli Tuomas Ketola  | Robert Kendrick Alexander Waske   | Taylor Dent Andy Ram L Navarro-Batles Markus Hantschk            |
| 26 novembre | Costa Rica Challenger 2001 San José, Costa Rica Cemento $35 000+H Singolare - Doppio           | Michael Kohlmann 6–3, 6–4                       | John van Lottum                  | A Hernández Markus Hantschk       | Andy Ram M Gallardo-Valles Vince Spadea Cecil Mamiit             |
| 26 novembre | Costa Rica Challenger 2001 San José, Costa Rica Cemento $35 000+H Singolare - Doppio           | Jonathan Erlich Andy Ram 6–3, 6–3               | Daniel Melo Dušan Vemić          | A Hernández Markus Hantschk       | Andy Ram M Gallardo-Valles Vince Spadea Cecil Mamiit             |
| 26 novembre | Milano Challenger 2001 Milano, Italia Sintetico indoor €42 000+H Singolare - Doppio            | Marc Rosset 3–6, 6–1, 6–4                       | Jurij Ščukin                     | Ivo Heuberger George Bastl        | Raemon Sluiter V Santopadre S Pescosolido Andrej Stoljarov       |
| 26 novembre | Milano Challenger 2001 Milano, Italia Sintetico indoor €42 000+H Singolare - Doppio            | Nicola Bruno Gianluca Pozzi 2–6, 7–6(2), 6–3    | Daniele Bracciali Federico Luzzi | Ivo Heuberger George Bastl        | Raemon Sluiter V Santopadre S Pescosolido Andrej Stoljarov       |
| 26 novembre | JSM Challenger 2001 Urbana, USA Cemento indoor €42 000+H Singolare - Doppio                    | Ivo Karlović 6–4, 7–6(5)                        | Robby Ginepri                    | Mardy Fish Gabriel Trifu          | Justin Bower Kristian Capalik Andrew Painter Paul Goldstein      |
| 26 novembre | JSM Challenger 2001 Urbana, USA Cemento indoor €42 000+H Singolare - Doppio                    | Mardy Fish Jeff Morrison 6–3, 5–7, 6–4          | Paul Rosner Gabriel Trifu        | Mardy Fish Gabriel Trifu          | Justin Bower Kristian Capalik Andrew Painter Paul Goldstein      |

### Dicembre
| Settimana  | Torneo                                                                                       | Vincitore                                                  | Finalista                      | Semifinalisti               | Eliminati ai quarti                                          |
| ---------- | -------------------------------------------------------------------------------------------- | ---------------------------------------------------------- | ------------------------------ | --------------------------- | ------------------------------------------------------------ |
| 3 dicembre | Bangkok Challenger 2001 Bangkok, Thailandia Cemento €106 000+H Singolare - Doppio            | Paradorn Srichaphan 6–2, 6–3                               | John van Lottum                | Kalle Flygt Hyung-Taik Lee  | Andrej Stoljarov Martin Verkerk Johan Du Randt Vadim Kucenko |
| 3 dicembre | Bangkok Challenger 2001 Bangkok, Thailandia Cemento €106 000+H Singolare - Doppio            | Jaroslav Levinský Aisam-ul-Haq Qureshi 6–3, 6(5)–7, 7–6(5) | Jaymon Crabb Peter Luczak      | Kalle Flygt Hyung-Taik Lee  | Andrej Stoljarov Martin Verkerk Johan Du Randt Vadim Kucenko |
| 3 dicembre | Rio de Janeiro Challenger 2001 Rio de Janeiro, Brasile Cemento €106 000+H Singolare - Doppio | Kristian Pless 6–1, 6–1                                    | Ricardo Mello                  | Michael Kohlmann Luis Horna | Paul Goldstein Flávio Saretta Pedro Braga Alexandre Simoni   |
| 3 dicembre | Rio de Janeiro Challenger 2001 Rio de Janeiro, Brasile Cemento €106 000+H Singolare - Doppio | Justin Gimelstob David Macpherson 7–6(5), 6–3              | Julian Knowle Michael Kohlmann | Michael Kohlmann Luis Horna | Paul Goldstein Flávio Saretta Pedro Braga Alexandre Simoni   |